# Sean Patrick Maloney
Sean Patrick Maloney (Sherbrooke, 30 luglio 1966) è un politico e avvocato statunitense, membro della Camera dei Rappresentanti per lo stato di New York dal 2013 al 2023.

## Biografia
Nato in Canada, Maloney si laureò in legge all'Università della Virginia e successivamente svolse la professione di avvocato e consulente legale. Maloney fu uno stretto collaboratore del Presidente Clinton e fra il 1999 e il 2000 occupò la posizione di Segretario dello staff della Casa Bianca.
Maloney rassegnò le dimissioni per accettare l'incarico di amministratore delegato della Kiodex, Inc., una società portfolio. Nel 2003 lasciò il posto per tornare a lavorare come avvocato e fra i vari casi si occupò di rappresentare la famiglia di Matthew Shepard.
Successivamente Maloney lavorò come assistente di due governatori dello stato di New York: Eliot Spitzer e David Paterson.
Nel 2012, entrato in politica con il Partito Democratico, Maloney si candidò alla Camera dei Rappresentanti e affrontò la deputata repubblicana in carica da un mandato Nan Hayworth. Dopo aver ottenuto il sostegno pubblico di Clinton, di Planned Parenthood e del New York Times, Maloney riuscì a sconfiggere la Hayworth.
Nel 2024 viene nominato ambasciatore dell'Organizzazione per la cooperazione e lo sviluppo economico.